# Charminar
Il Charminar (in telugu చార్ మినార్, in hindī चार मीनार, in urdu چار مینار‎?, letteralmente "quattro minareti") è un monumento ed una moschea della città indiana di Hyderabad  (Telangana). È considerato il simbolo della città e anche una delle strutture più note dell'architettura islamica e dell'India.

## Storia
Fu costruito tra il 1590 e il 1591 da Muhammad Quli Qutb Shah, quinto sultano del Sultanato di Golconda, contestualmente allo spostamento della capitale del sultanato da Golconda alla neofondata Hyderabad. Secondo la leggenda fu il primo edificio costruito nella nuova capitale, all'epoca la zona era stata colpita dalla peste, il nuovo edificio fu costruito per commemorare la fine dell'epidemia e rappresentò il punto centrale della nuova città.
L'edificio si trovava infatti al centro della città murata, all'incrocio tra le due strade principali e poco distante dalla moschea principale della città Mecca Masjid costruita successivamente nel 1617.

## Struttura
Costruito in granito e malta di calce con decorazioni in stucco, l'edificio ha pianta quadrata, i lati sono lunghi 20 metri e ad ogni angolo si trova un minareto che si eleva per 24 metri dal tetto dell'edificio (48,7 metri dal suolo). I minareti hanno al loro interno delle scale a chiocciola.
Su ognuno dei lati si apre un'ampia apertura ad arco inflesso larga circa 11 metri alto e che raggiunge un'altezza di circa 20 metri all'apice. 
Sopra gli archi si trovano due piani, il primo ospitava in origine una madrasa mentre nel secondo si trova una moschea.